# Strontvlieg
De strontvlieg (Scathophaga stercoraria) is een insect uit de familie drekvliegen (Scathophagidae).

## Naam
Andere namen zijn ook wel drekvlieg of gele strontvlieg. De wetenschappelijke naam van de soort is voor het eerst geldig gepubliceerd in 1758 door Linnaeus. De geslachtsnaam Scathophaga betekent letterlijk 'poep-etend'.

## Uiterlijke kenmerken
Deze 5 tot 10 millimeter lange vlieg is bruingeel tot oranje van kleur, de vrouwtjes zijn vaak meer grijs of groen. De vlieg heeft aan de onderzijde een gele, dichte en korte beharing, en op de bovenzijde en de poten een langere, zwarte beharing. De ogen zijn rood en kenmerkend zijn de tasters die erg kort zijn maar recht naar voren steken.

## Algemeen
De strontvlieg leeft niet van mest⁣, maar van nectar, en af en toe wordt ook een ander insect gegrepen, meestal andere vliegen. Deze worden met de zuigsnuit leeggezogen. De vlieg komt vrijwel overal in Europa voor, en ook in Noord-Amerika en Azië. De strontvlieg is een bekende verschijning in graslanden en heidevelden, ook wel in tuinen, maar vooral in de nabijheid van runderen, waarvan zij de mest nodig hebben voor de voortplanting. De strontvlieg is van april tot oktober te zien en overwintert als imago.

## Voortplanting
De paring vindt plaats in de buurt van een mestvlaai, waar het vrouwtje wordt opgepikt door het mannetje, vervolgens legt het vrouwtje haar eitjes op de mest. Opmerkelijk is dat de eitjes eruitzien als kleine vliegjes, omdat ze vleugelachtige uitsteeksels hebben. Deze dienen echter niet om de eitjes te laten vliegen, maar om ervoor te zorgen dat ze niet onmiddellijk in de verse mest wegzakken en verstikken. Ook de larve leeft niet van mest, maar van andere insectenlarven die wel van mest leven, vooral vliegenlarven. De made van de strontvlieg wordt ongeveer een centimeter lang.